# Knalerwten

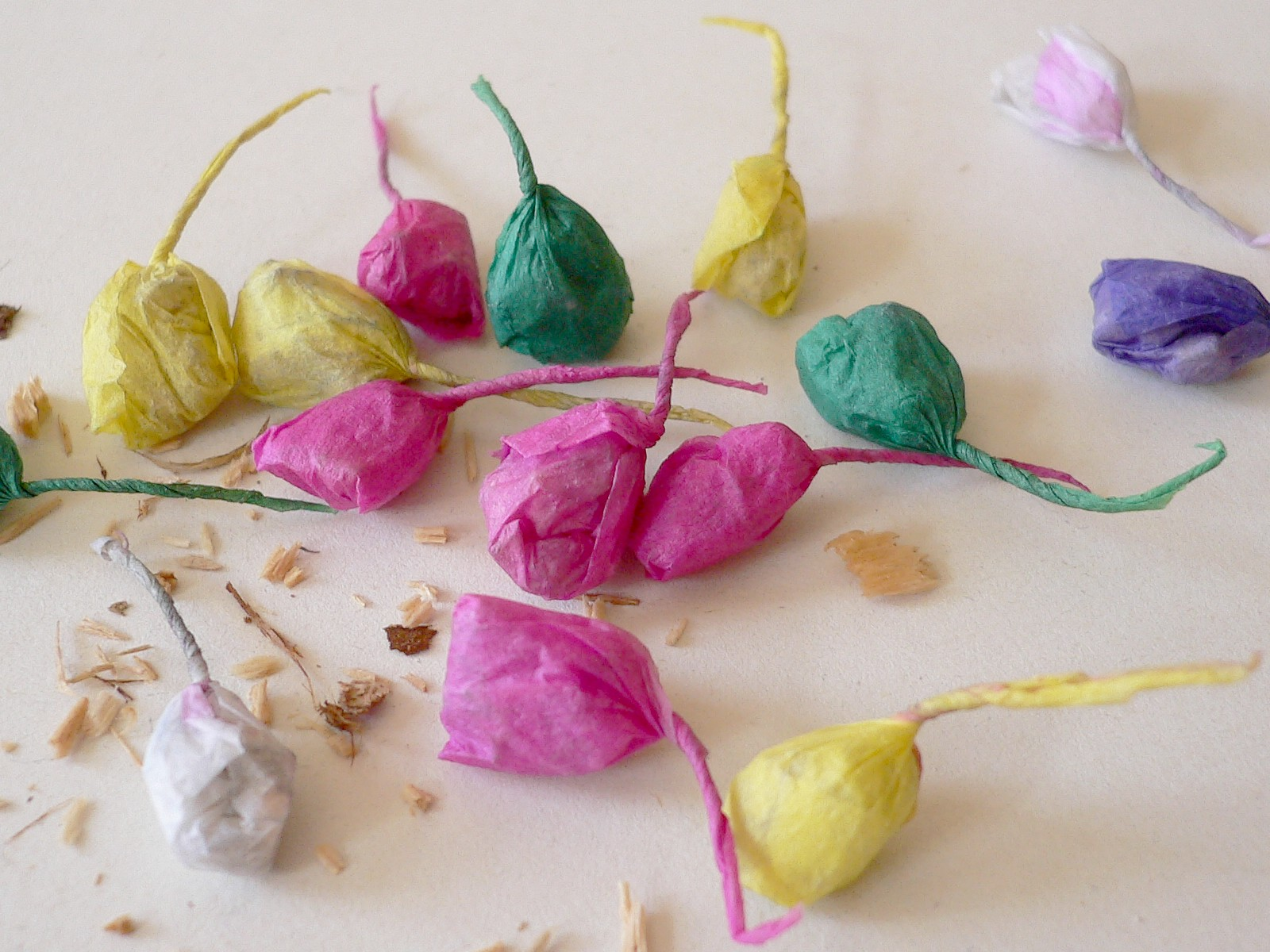
Knalerwten

Knalerwten  zijn schertsvuurwerk ter grootte van een erwt. Ze bestaan uit een kleine hoeveelheid van de explosieve stof zilverfulminaat gemengd met fijn zand en gewikkeld in dun papier. Het zilverfulminaat ontploft wanneer de knalerwten botsen door gooien of laten vallen op bijvoorbeeld de grond. Het resultaat is een kleine knal. Knalerwten worden alleen verkocht aan personen van twaalf jaar en ouder.

## Voormalige toepassing
In Duitsland was in de periode van omstreeks 1908 tot 1918 een variant op dit lichte vuurwerk verkrijgbaar onder de naam Hundebombe (hondenbom). Het werd gebruikt door fietsers en automobilisten (de auto's in die tijd waren nog open en reden veel langzamer dan tegenwoordig)  ter afschrikking van met het voertuig meerennende en de verkeersdeelnemers hinderende honden. Ze werden aangeboden door de firma Stukenbrok, een postorderbedrijf uit Einbeck dat onder andere fietsen en fietsaccessoires verhandelde. In reclame-uitingen werd beweerd dat de knal alleen een afschrikwekkende werking had en dat de Hundebombe verder ongevaarlijk was voor de gebruiker en voor de hond.